# Lico (figlio di Ireo)
Lico (in greco antico: Λύκος?, Lýkos) è un personaggio della mitologia greca, figlio della ninfa Clonia del contadino Ireo (a sua volta figlio di Poseidone e della pleiade Alcione) e fratello di Nitteo.
Lico ebbe un figlio anch'egli chiamato Lico.

## Mitologia
Fu esiliato assieme al fratello Nitteo per l'uccisione di Flegias, il figlio di Ares e si stabilirono a Tebe, dove Lico divenne re e sposò Dirce.
Da re accolse sua nipote Antiope, cacciata da Nitteo, ma la trattò al pari di una schiava e quando lei diede alla luce due gemelli, Anfione e Zeto, Lico ordinò di abbandonarli sul monte Citerone, affinché morissero. I neonati però, furono ritrovati casualmente da un pastore che li allevò come se fossero figli propri.
Nel frattempo la moglie di Lico, Dirce, trattò Antiope ancor più crudelmente e fino a costringerla alla fuga e lei giunse al rifugio dove vivevano i figli abbandonati che divenuti adulti la vendicarono uccidendo Lico e facendo trascinare Dirce da un bue.
I due gemelli si impossessarono del regno tebano e costruirono una nuova città ai piedi della Cadmea.